# Colisión aérea en el río Hudson de 2009
La colisión aérea en el río Hudson de 2009 fue un accidente que ocurrió el 8 de agosto de 2009, a las 11:53 a. m. (15:53 UTC), en el que fallecieron nueve personas cuando un helicóptero turístico y un pequeño avión privado chocaron sobre el río Hudson cerca del parque Frank Sinatra en Hoboken, Nueva Jersey, Estados Unidos.Las aeronaves se encontraban en una zona conocida como el "Corredor VFR del río Hudson", que se extiende desde la superficie del río hasta altitudes de 800 a 1500 pies (244 a 457 m) en varios puntos a lo largo del río Hudson, en las inmediaciones de la ciudad de Nueva York. Dentro de este corredor, las aeronaves operan bajo las reglas de vuelo visual (VFR), según las cuales la responsabilidad de detectar y evitar el tráfico aéreo recae en los pilotos, no en el controlador del tránsito aéreo (ATC).
Debido al intenso tráfico aéreo comercial en los aeropuertos de Newark, LaGuardia y Kennedy, se requiere una autorización de control de tráfico aéreo para operar en gran parte del espacio aéreo que rodea la ciudad. Dado que el ATC a menudo se muestra reticente a otorgar esta autorización VFR discrecional debido al volumen de tráfico, muchos aviones que necesitan transitar por el área metropolitana de Nueva York utilizan el corredor VFR como alternativa a volar al este de la ciudad (sobre el agua) o al oeste (hacia Pensilvania). El corredor también es muy utilizado por compañías de tours en helicóptero, que ofrecen recorridos turísticos por el panorama urbano de Nueva York.

## Descripción
Las reglas de vuelo visual en los corredores fluviales de Manhattan han sido objeto de considerable debate desde el accidente de 2006 en el que el lanzador de los Yankees de Nueva York, Cory Lidle, se estrelló contra un edificio de apartamentos mientras volaba utilizando reglas de vuelo visual en el East River.Esta fue la primera colisión aérea sobre el río Hudson desde 1976.
La colisión, que ocurrió frente a la calle 14 en Manhattan, se produjo a unas 2 millas (3 km) al sur de donde el vuelo 1549 de US Airways se estrelló en el río Hudson el 15 de enero de 2009, sin pérdidas de vidas, después de que el avión sufriera una pérdida total de empuje tras el impacto de un pájaro.

## Colisión

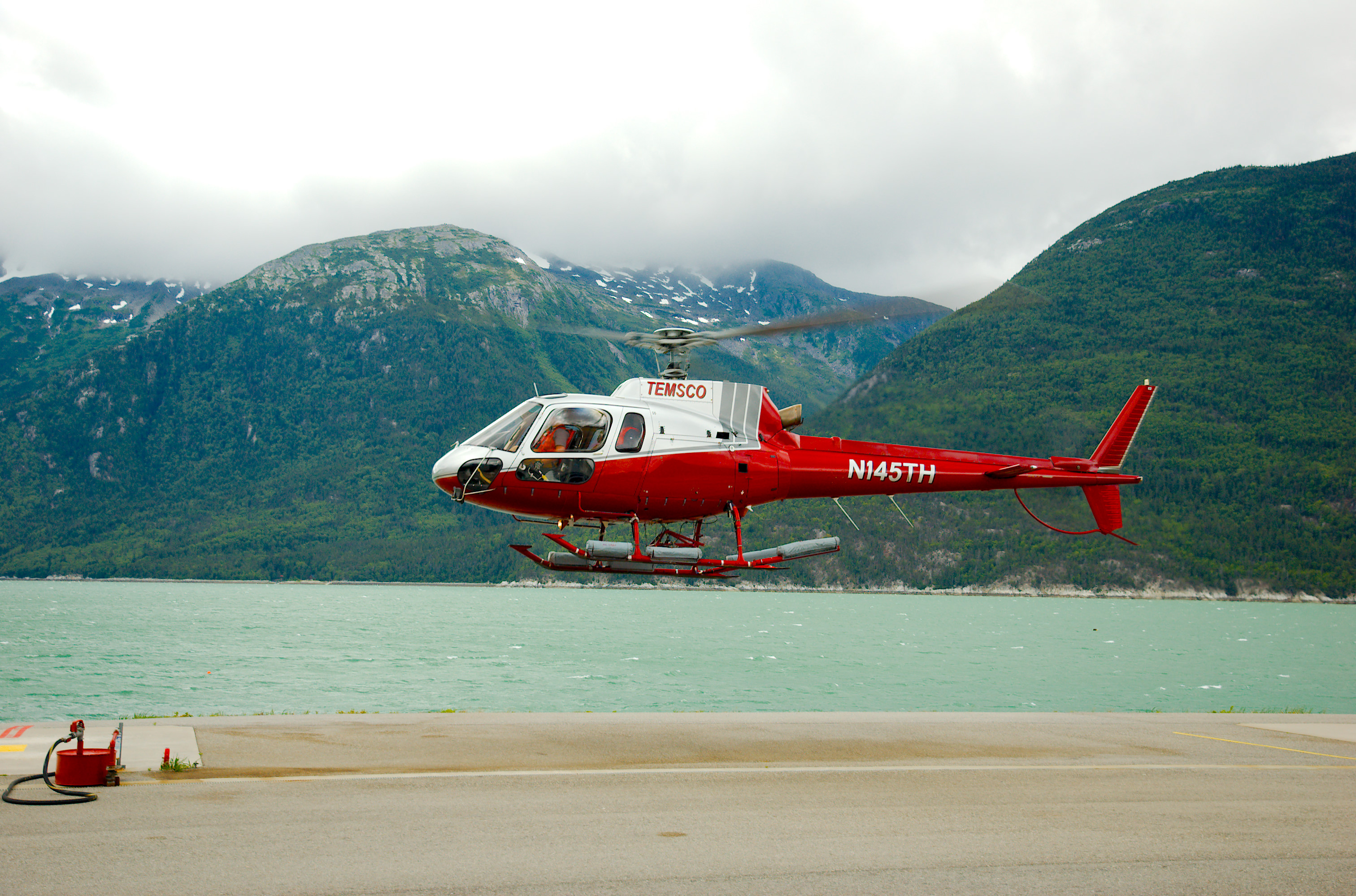
Un Eurocopter AS350 similar al involucrado en el incidente.

La avioneta era una Piper PA-32R-300 Cherokee de 6 plazas construida en 1976 y pilotada por Steven Altman, quien llevaba dos pasajeros. Altman recibió el visto bueno para despegar de la torre del Aeropuerto de Teterboro, en Teterboro, Nueva Jersey, a las 11:48 a. m. Despegó a las 11:49 a. m., con dirección a Ocean City, Nueva Jersey.
El helicóptero, un Eurocopter AS350 que transportaba a cinco turistas italianos y a su piloto, despegó del helipuerto de la calle West 30th a las 11:52 a. m. Casi al mismo tiempo, la torre de Teterboro se comunicó con Altman por radio, al despegue se le pedía elegir su trayectoria de vuelo hacia Ocean City e indicar si deseaba dirigirse a través del río Hudson o tomar rumbo suroeste. Altman dijo: Cualquiera. Házmelo saber —dijo la torre— y Altman respondió: Bueno, le diré algo, voy a tomar por el río.
El piloto recibió entonces instrucciones de ponerse en contacto con el Aeropuerto Internacional Newark Liberty y acusó de recibido. Sin embargo, no contactó con la torre de Newark. Poco después, un controlador de Newark que estaba preocupado por las aeronaves en la ruta del Piper se comunicó con el controlador de Teterboro y le pidió tratar de restablecer la conexión con Altman. Los intentos por contactarlo y cambiar la trayectoria de vuelo no tuvieron éxito. Después de las infructuosas tentativas, se produjo una alerta de radar sobre una posible colisión tanto en la torre de Newark, como en la de Teterboro. No obstante, los dos controladores no recordaron haber visto u oído la alerta.
El avión fue visto con dirección al sur por el río, por detrás del helicóptero de turismo, que iba aproximadamente a la mitad de su velocidad. El piloto de otro helicóptero —que recargaba combustible en el helipuerto— se dio cuenta del inminente accidente y trató de advertir al helicóptero y al avión por radio, pero no recibió respuesta. A las 11:53:14 a. m., el ala derecha del Piper se estrelló en el Eurocopter, desprendiéndose del avión y rompiendo varias palas del rotor del helicóptero. La mayoría de los testigos informaron que el avión hizo un vuelo en picada, entrando en espiral en el agua. Muchos informaron que el helicóptero simplemente cayó al agua. La colisión se produjo aproximadamente a 1100 pies (340 m) de altitud y fue grabada por un turista italiano. Menos de un minuto después de ocurrida la colisión, el controlador de Teterboro entró en contacto con la torre de Newark para solicitar información sobre el avión y se le comunicó que el avión no se había puesto en contacto con Newark.
Los muertos en el avión eran el piloto Steven Altman, su hermano Daniel y su sobrino Douglas. Los pasajeros del helicóptero se componían de dos grupos de turistas, del primero eran Michele Norelli y su hijo, Filippo Norelli. El otro grupo estaba compuesto por Fabio Gallazzi, su esposa Tiziana Pedroni y su hijo, Giacomo Gallazzi. El piloto del helicóptero era el neozelandés Jeremy Clarke, que había registrado 2700 horas como piloto de helicóptero. Todas las víctimas murieron a causa de traumatismo contuso en la cabeza, el torso y las extremidades, según la oficina del examinador médico de la ciudad de Nueva York.
Según las estaciones del Servicio Meteorológico Nacional de la ciudad, las condiciones climáticas al mediodía del día del accidente fueron descritas como «soleado» o «parcialmente soleado», con una temperatura de entre 73 °F y 75 °F (22,8 °C y 23,9 °C) y viento variable con velocidad de 3-10 mph (4,8-16,1 km/h).
Las autoridades dijeron que el diseño de «ala baja» del Piper hacía difícil ver debajo de la aeronave y los rotores del helicóptero hacían difícil ver más arriba. Además, en los aviones pequeños no se requiere tener un registrador de datos de vuelo o registrador de voz de cabina.

## Respuesta de Emergencia

### Rescate

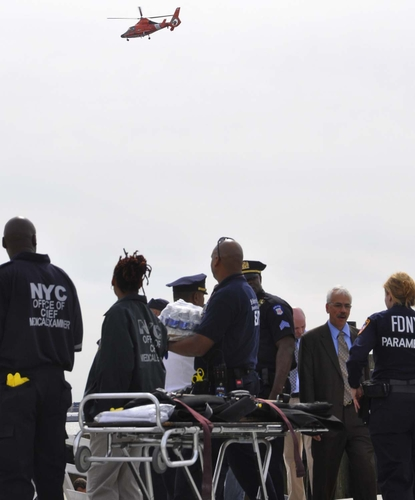
Los servicios de emergencia preparados después del accidente.

Inmediatamente después del accidente, la Guardia Costera informó que el Departamento de Bomberos de la Ciudad de Nueva York (FDNY) había rescatado a un sobreviviente del río Hudson, no obstante, se demostró que este informe era incorrecto. Además del FDNY, seis embarcaciones con equipos de rescate de la estación de la Guardia Costera de Nueva York, un helicóptero de rescate de la Estación Aérea de la Guardia Costera de Atlantic City, la Guardia Costera Auxiliar, el Departamento de Policía de la Ciudad de Nueva York (NYPD), la Policía Estatal y los servicios locales de emergencia, todos participaron en las labores de rescate. La Cruz Roja y la Policía del Puerto de Nueva York también apoyaron los esfuerzos. A de las 3:00 p. m., Michael Bloomberg, alcalde de Nueva York, respondió a las interrogantes en una conferencia de prensa. Al llamar a la colisión, «un accidente en el que no creemos que haya sobrevivientes», Bloomberg anunció que la misión ya no era de rescate, sino más bien de recuperación.
La noche del 8 de agosto de 2009, la Guardia Costera de los Estados Unidos mantenía una zona de seguridad de tres kilómetros desde el túnel Holland hasta el túnel Lincoln, solicitando a las embarcaciones moverse lentamente y mantenerse a menos de 400 yardas del lado de Manhattan al pasar por la zona. La zona de seguridad fue mantenida por el bote guardacostas Penobscot Bay.

### Recuperación
Los buzos recuperaron dos cuerpos del agua la misma tarde del accidente. Para la mañana siguiente, un total de cuatro cuerpos habían sido encontrados, mientras que las otras cinco víctimas fueron dadas por muertas. Mientras tanto, los restos del helicóptero se localizaron a cerca de 30 pies (9,1 m) de profundidad, lejos de donde estaban los restos del avión. Con la ayuda de un sonar, los investigadores trataron de ubicar los restos del avión en aguas profundas cerca del punto medio del canal del río Hudson; sus esfuerzos se vieron obstaculizados debido a la escasa visibilidad bajo el agua y una tormenta ocurrida el 9 de agosto, sin embargo, para esa tarde se habían encontrado otros tres cuerpos.
Los esfuerzos finalmente tuvieron éxito el 10 de agosto, cuando los restos del avión fueron descubiertos aproximadamente a 60 pies de profundidad. El avión fue recuperado del río la tarde del 11 de agosto, encontrándose entre sus restos los últimos dos cadáveres, poniendo fin así a la búsqueda de cuerpos. La misión de recuperación estuvo liderada por el Cuerpo de Ingenieros del Ejército de los Estados Unidos, con la ayuda de embarcaciones de la NYPD, buzos de la Policía del Estado de Nueva Jersey y la FDNY.

## Investigación

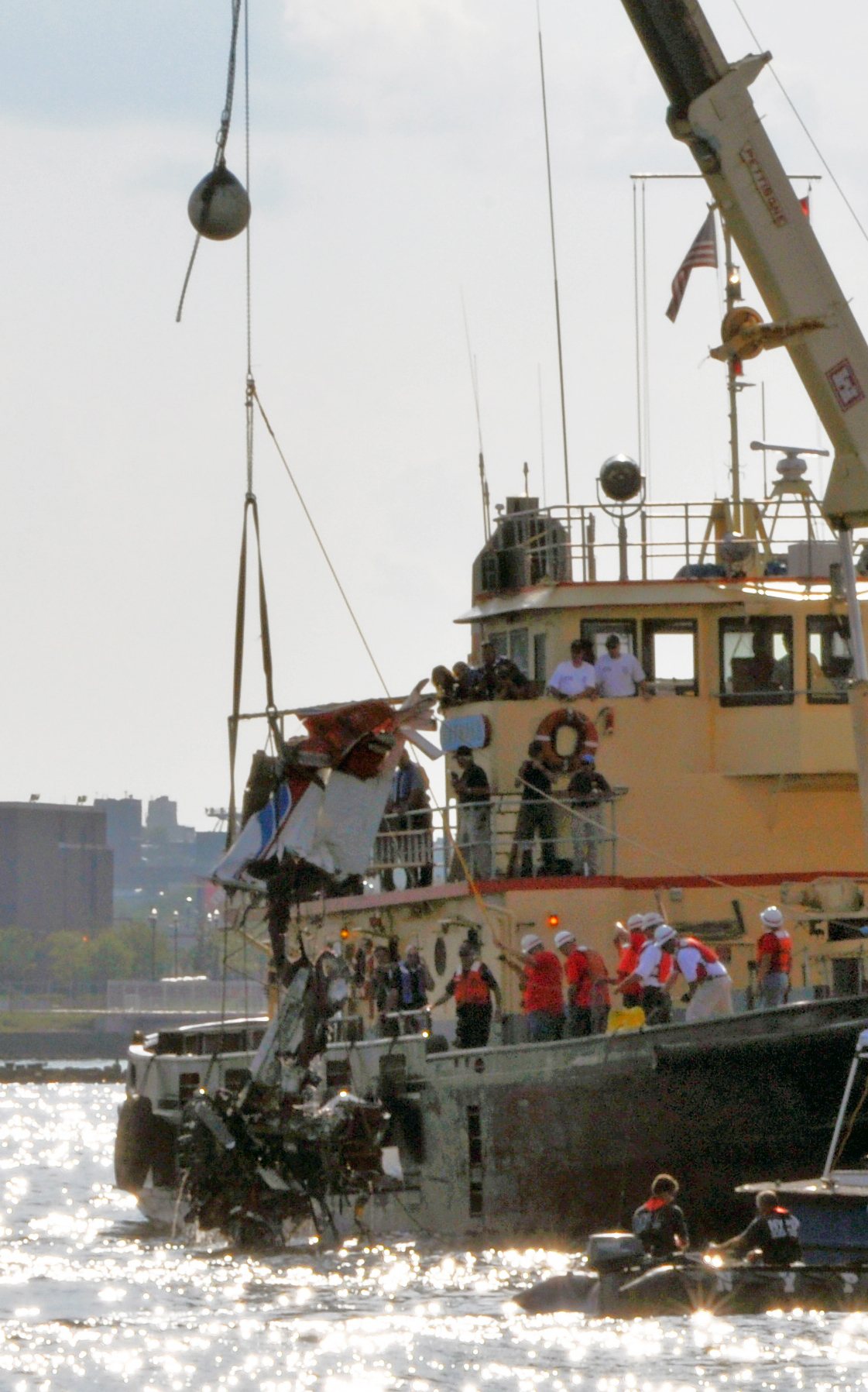
Los restos de la avioneta siendo recuperados el 11 de agosto de 2009.

El 14 de agosto de 2009, la Junta Nacional de Seguridad en el Transporte (NTSB) publicó un informe sobre el incidente. El informe analizaba varios aspectos de la colisión, incluyendo el origen de las aeronaves, el destino previsto y las comunicaciones del control de tráfico aéreo. Además, el informe explicaba cómo uno de los controladores del Aeropuerto de Teterboro estaba hablando por teléfono y no advirtió al piloto del avión sobre el posible conflicto.El Sindicato Nacional de Controladores de Tráfico Aéreo (NATCA) emitió posteriormente su propio comunicado de prensa, cuestionando algunos términos del informe de la NTSB.La NTSB se retractó posteriormente de algunas de sus declaraciones sobre la participación del controlador en el accidente, alegando que este no pudo haber advertido al avión sobre el helicóptero turístico, ya que este no estaba en su radar. La NTSB también excluyó a la NATCA de la investigación como resultado del comunicado de prensa de esta, ya que las partes en las investigaciones de la NTSB acuerdan permitir que esta controle la publicidad durante la investigación.La NATCA todavía podría enviar información a la junta sobre el accidente, pero ya no ocuparía un puesto en la junta de investigación.
Debido al accidente, la FAA suspendió temporalmente al controlador de Teterboro y a su supervisor e hizo comentarios sobre la llamada telefónica, la cual se consideró una conducta inapropiada. Sin embargo, la NTSB reprendió a la FAA por ello, afirmando que solo la NTSB tiene la autoridad para determinar la contribución del controlador al incidente.
El 14 de septiembre de 2010, la NTSB publicó su informe final sobre el incidente. El informe citó dos causas principales del accidente: (1) las limitaciones inherentes del sistema de "ver y evitar", lo que significaba que, desde la perspectiva del piloto del avión, el helicóptero habría aparecido como un pequeño objeto estacionario con el horizonte de Nueva York de fondo hasta los últimos segundos antes de la colisión; y (2) la llamada telefónica personal del controlador de Teterboro, que lo distrajo de sus funciones de control de tráfico aéreo y le impidió corregir la lectura incorrecta de la frecuencia de radio de la torre de control de Newark por parte del piloto del avión.

## Consecuencias
Las reacciones de funcionarios gubernamentales y grupos de la industria de la aviación no se hicieron esperar. La FAA convocó un «Grupo de Trabajo del espacio aéreo de Nueva York» el 14 de agosto de 2009. El grupo solicitaría observaciones a los operadores de helicópteros y aeronaves, revisaría los procesos de funcionamiento de los corredores VFR del Hudson y el East River y presentaría un informe al administrador Babbitt de la FAA el 28 de agosto. Un NOTAM emitido el 11 de agosto de 2009 aconseja a los pilotos que vuelen en la zona encender las luces, utilizar las frecuencias de radio designadas como auto-anunciadas y volar a una velocidad de 140 nudos o menos.
Quince miembros del Congreso encabezadados por Jerrold Nadler, representante demócrata por el estado de Nueva York, enviaron una carta al administrador de la FAA, J. Randolph Babbitt, pidiendo «medidas inmediatas para proporcionar una mayor supervisión de las operaciones de aeronaves de pequeño tamaño».
En una conferencia de prensa el 8 de agosto de 2009, el alcalde de Nueva York Michael Bloomberg —a su vez piloto de avión y helicóptero— afirmó que «hasta que el National Transportation Safety Board tomara una decisión, nada era un hecho» y destacó que «la investigación tardaría semanas o meses antes de que los hechos fuesen conocidos». Los representantes de la Aircraft Owners and Pilots Association (AOPA), incluido su presidente Craig Fuller, han aparecido en numerosos programas de noticias y colaborado con fuentes de información para explicar el funcionamiento del corredor VFR del río Hudson y el nivel de seguridad de los vuelos en la zona.
La NTSB emitió «una recomendación de seguridad» a la FAA el 27 de agosto de 2009. A causa de la trayectoria prevista del avión accidentado, la NTSB consideró que el piloto pudo haber querido subir del corredor VFR no controlado al espacio aéreo controlado de Clase B más arriba. Sin embargo, por razones desconocidas, no estaba en comunicación con ningún controlador de tráfico aéreo después de haber cambiado la frecuencia de la torre de Teterboro y al parecer tampoco se comunicaba por la frecuencia auto-anunciada para el corredor.
La NTSB recomendó que la FAA revisara los procedimientos de las instalaciones de control del tráfico aéreo del área, para facilitar el proceso para el tráfico VFR que desee transitar por el espacio aéreo de Clase B. Esto incluía establecer procedimientos para coordinar las peticiones de este tipo entre las distintas instalaciones; requiere controladores para instruir a los pilotos vía la frecuencia auto-anunciada del corredor VFR, si no pueden entrar de inmediato en el espacio aéreo Clase B, agregando la información a la zona de Automatic Terminal Information Service (Servicio Automático de Información de Terminal —ATIS—) que transmite recordatorios a los pilotos de utilizar la frecuencia auto-anunciada; y asegurar que los pilotos cuentan con avisos de tráfico si están en contacto con un controlador.
Además, la NTSB recomendó que los controladores y sus supervisores sean informados de las circunstancias de este accidente y de que se establecerá para esta zona la política de Special Flight Rules Area (Área de Reglamento Especial de Vuelo —SFRA—), lo que requiere un entrenamiento especial para los pilotos que la transitan, y que se requerirá a los helicópteros operar a altitudes más bajas que los aviones en el corredor, para reducir al mínimo las diferencias de velocidad.
El 2 de septiembre de 2009, la FAA anunció un plan para mejorar la seguridad de los vuelos en el corredor. Los cambios propuestos incluyen la estandarización de la altura en el corredor VFR a 1300 pies (400 m). Además, muchos de los procedimientos existentes que han sido tratados como «sugerencias» de vuelo en el corredor, ahora serán obligatorios; lo que incluye utilizar luces de aterrizaje, mantener una velocidad de 140 nudos (160 mph) o menos durante los vuelos en el corredor, al volar en el área realizar vigilancia y anuncio en el Common Traffic Advisory Frequency —radiofrecuencia usada para comunicación en el aire— y viajar a lo largo del margen oeste cuando la dirección es al sur y a lo largo de la orilla este cuando es hacia el norte. Los pilotos deberán tener disponibles las cartas de navegación correspondientes y estar familiarizados con las normas aplicables antes de volar en el corredor. Además se desarrollarían cursos de entrenamiento para los pilotos que acostumbran transitar por el corredor y para los pilotos de helicópteros turísticos. No se anunció inicialmente una línea de tiempo para la ejecución de los procedimientos.
El 16 de noviembre de 2009, la FAA anunció que las nuevas normas para el corredor del río Hudson entrarían en vigor el 19 de noviembre de 2009 a las 4 p. m. La FAA elaboró las nuevas normas a partir de su anuncio previo. En las aclaraciones manifestaron que se instituirían tres zonas de tráfico aéreo con fines diferentes. Por debajo de 1000 pies (300 m) se permitirían aviones y helicópteros para turismo, de 1000 a 1300 pies (300 a 400 m) se permitiría a las aeronaves volar sin ser dirigidos por el control de tráfico aéreo y por encima de 1300 pies (400 m) se les permitiría a las aeronaves atravesar el corredor guiados por control de tráfico aéreo.